# Lijst van nummer 1-hits in de Vlaamse Ultratop 50 in 2018
De volgende hits stonden in 2018 op nummer 1 in de Vlaamse Ultratop 50.
| Nummer | Datum        | Artiest                       | Titel            |
| ------ | ------------ | ----------------------------- | ---------------- |
| 289    | 6 januari    | Ed Sheeran                    | Perfect          |
|        | 13 januari   | Ed Sheeran                    | Perfect          |
|        | 20 januari   | Ed Sheeran                    | Perfect          |
|        | 27 januari   | Ed Sheeran                    | Perfect          |
|        | 3 februari   | Ed Sheeran                    | Perfect          |
| 290    | 10 februari  | Lost Frequencies & Zonderling | Crazy            |
|        | 17 februari  | Lost Frequencies & Zonderling | Crazy            |
|        | 24 februari  | Lost Frequencies & Zonderling | Crazy            |
|        | 3 maart      | Lost Frequencies & Zonderling | Crazy            |
|        | 10 maart     | Lost Frequencies & Zonderling | Crazy            |
| 291    | 17 maart     | BLØF & Geike Arnaert          | Zoutelande       |
|        | 24 maart     | BLØF & Geike Arnaert          | Zoutelande       |
|        | 31 maart     | BLØF & Geike Arnaert          | Zoutelande       |
|        | 7 april      | BLØF & Geike Arnaert          | Zoutelande       |
|        | 14 april     | BLØF & Geike Arnaert          | Zoutelande       |
|        | 21 april     | BLØF & Geike Arnaert          | Zoutelande       |
| 292    | 28 april     | Calvin Harris & Dua Lipa      | One Kiss         |
|        | 5 mei        | Calvin Harris & Dua Lipa      | One kiss         |
|        | 12 mei       | Calvin Harris & Dua Lipa      | One kiss         |
|        | 19 mei       | Calvin Harris & Dua Lipa      | One kiss         |
|        | 26 mei       | Calvin Harris & Dua Lipa      | One kiss         |
|        | 2 juni       | Calvin Harris & Dua Lipa      | One kiss         |
|        | 9 juni       | Calvin Harris & Dua Lipa      | One kiss         |
|        | 16 juni      | Calvin Harris & Dua Lipa      | One kiss         |
|        | 23 juni      | Calvin Harris & Dua Lipa      | One kiss         |
|        | 30 juni      | Calvin Harris & Dua Lipa      | One kiss         |
|        | 7 juli       | Calvin Harris & Dua Lipa      | One kiss         |
|        | 14 juli      | Calvin Harris & Dua Lipa      | One kiss         |
|        | 21 juli      | Calvin Harris & Dua Lipa      | One kiss         |
| 293    | 28 juli      | Regi & Jake Reese             | Ellie            |
|        | 4 augustus   | Regi & Jake Reese             | Ellie            |
|        | 11 augustus  | Regi & Jake Reese             | Ellie            |
|        | 18 augustus  | Regi & Jake Reese             | Ellie            |
|        | 25 augustus  | Regi & Jake Reese             | Ellie            |
|        | 1 september  | Regi & Jake Reese             | Ellie            |
|        | 8 september  | Regi & Jake Reese             | Ellie            |
| 294    | 15 september | George Ezra                   | Shotgun          |
|        | 22 september | George Ezra                   | Shotgun          |
|        | 29 september | George Ezra                   | Shotgun          |
|        | 6 oktober    | George Ezra                   | Shotgun          |
|        | 13 oktober   | George Ezra                   | Shotgun          |
|        | 20 oktober   | George Ezra                   | Shotgun          |
|        | 27 oktober   | George Ezra                   | Shotgun          |
| 295    | 3 november   | Dean Lewis                    | Be alright       |
| 294    | 10 november  | George Ezra                   | Shotgun          |
| 296    | 17 november  | Calvin Harris & Sam Smith     | Promises         |
| 295    | 24 november  | Dean Lewis                    | Be alright       |
| 297    | 1 december   | Ava Max                       | Sweet but psycho |
|        | 8 december   | Ava Max                       | Sweet but psycho |
|        | 15 december  | Ava Max                       | Sweet but psycho |
|        | 22 december  | Ava Max                       | Sweet but psycho |
|        | 29 december  | Ava Max                       | Sweet but psycho |